# أرض الجواهر

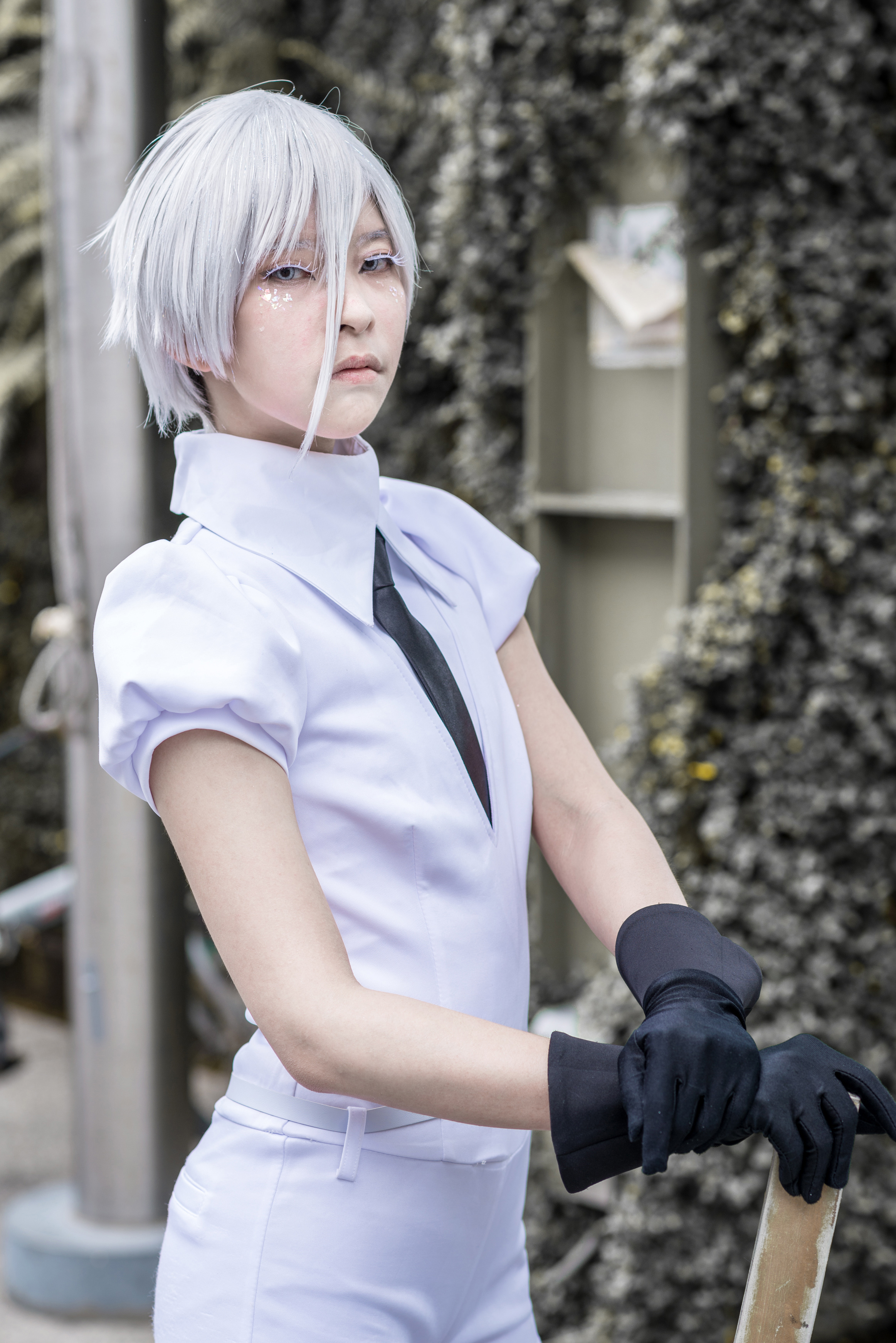
في معرض "قوة الأنمي 5" لبيع مجلات الدوجينشي، كوسبلاير لشخصية "الجنوبيت" (Antarcticite) من أرض الأحجار (Houseki no Kuni) واقف من الجانب الأيمن.

أرض الجواهر (بالإنجليزية: Land of the Lustrous) هي سلسلة مانغا يابانية تنشر في مجلة أفترنون الشهرية منذ أكتوبر 2012 وتم جمعها في 7 تانكوبون.